# Orlando de León
Orlando De León Cattalurda (Maldonado, Uruguay, 11 de marzo de 1945 – Heredia, Costa Rica, 22 de agosto de 2015) fue un entrenador uruguayo. Dirigió antes de su fallecimiento al Municipal Liberia, de la Primera División de Costa Rica, en 2015.

## Trayectoria
De León ostenta un récord mundial al poseer más ascensos en todo el mundo con un total de siete. Además era uno de los técnicos más queridos por los costarricenses, ya que, como él mismo lo ha dicho, se identifica mucho con los pueblos de los equipos donde ha dirigido. También ostenta el récord mundial de mayor cantidad de partidos dirigidos en toda su carrera, con un total de 2 100 partidos. De León comenzó su carrera a los 20 años y estuvo otros 48 dirigiendo equipos. De León empezó su carrera en el Club San Carlos de Maldonado. Al salir campeón lo contrataron para la Selección de Maldonado en el torneo de OFI (Fútbol del Interior de Uruguay).

## Fallecimiento
En julio de 2015, el uruguayo sufrió un golpe, por un atropello, en la ciudad de Heredia. Posteriormente se le realizaron exámenes médicos, y los resultados fueron positivos; no hubo lesión. El 16 de agosto dirigió con normalidad el partido entre su equipo, Liberia, contra Limón por el Campeonato de Invierno.
Sin embargo, el día después comenzó a sufrir un dolor intenso en el estómago. Su esposa, María Cecilia, su hijo Orlando y su hija Laura, lo llevaron al Hospital San Vicente de Paúl, de la ciudad florense, para que Don Orlando fuese operado, ya que presentó una ruptura de bazo. Este proceso tardó dos horas, y De León se encontraba estable, por lo que requería recuperación. Se mantuvo hospitalizado por tres días más, pero su estado de salud cada vez se complicaba más. Finalmente, tras constantes esfuerzos por salvarle la vida, falleció el 22 de agosto a la 1:00 de la madrugada en el centro médico. Su muerte fue informada por los medios de comunicación del Municipal Liberia y de una de sus hijas, Laura De León. Con esto, finalizó su carrera de 50 años dirigiendo numerosos equipos, donde logró conseguir el récord mundial en ascensos a primera división, con siete.
Don Orlando deja atrás una brillante carrera, le sobreviven su esposa María Cecilia y sus hijos Angélica, Laura y Orlando.

## Clubes

### Como entrenador
| Club                    | País        | Año       |
| ----------------------- | ----------- | --------- |
| Huracán Football Club   | Uruguay     | 1965      |
| Selección de Maldonado  | Uruguay     | 1966      |
| San Carlos              | Uruguay     | 1967      |
| Galicia de Aragua       | Venezuela   | 1969-1970 |
| Cúcuta Deportivo        | Colombia    | 1971      |
| Aucas                   | Ecuador     | 1971      |
| AD Ramonense            | Costa Rica  | 1972-1974 |
| CS Herediano            | Costa Rica  | 1974-1976 |
| AD Guanacasteca         | Costa Rica  | 1976-1977 |
| LD Alajuelense          | Costa Rica  | 1977-1978 |
| S. D. Atlético Nacional | Panamá      | 1979      |
| Turrialba FC            | Costa Rica  | 1980      |
| Municipal San José      | Costa Rica  | 1980      |
| Xelajú MC               | Guatemala   | 1981-1982 |
| Cobán Imperial          | Guatemala   | 1983-1984 |
| Galcasa                 | Guatemala   | 1985-1987 |
| Selección de Guatemala  | Guatemala   | 1985-1986 |
| FAS                     | El Salvador | 1987-1988 |
| Del Monte Bandegua      | Guatemala   | 1988-1989 |
| CS Herediano            | Costa Rica  | 1990-1991 |
| AD Guanacasteca         | Costa Rica  | 1992      |
| Galcasa                 | Guatemala   | 1992-1993 |
| AD Guanacasteca         | Costa Rica  | 1993-1995 |
| AD Santa Bárbara        | Costa Rica  | 1995-1998 |
| Municipal Liberia       | Costa Rica  | 1998-1999 |
| AD Ramonense            | Costa Rica  | 1999      |
| CS Herediano            | Costa Rica  | 1999-2000 |
| Municipal Pérez Zeledón | Costa Rica  | 2000-2001 |
| Municipal Liberia       | Costa Rica  | 2001-2002 |
| AD Ramonense            | Costa Rica  | 2002-2004 |
| Puntarenas FC           | Costa Rica  | 2004-2005 |
| AD Santacruceña         | Costa Rica  | 2005-2006 |
| AD Ramonense            | Costa Rica  | 2006-2008 |
| Limón FC                | Costa Rica  | 2008-2009 |
| CS Herediano            | Costa Rica  | 2010-2011 |
| AD Carmelita            | Costa Rica  | 2011-2013 |
| AD Ramonense            | Costa Rica  | 2013      |
| AD San Carlos           | Costa Rica  | 2013-2014 |
| Turrialba FC            | Costa Rica  | 2014      |
| Municipal Liberia       | Costa Rica  | 2014-2015 |

## Palmarés

### Como entrenador
| Torneo                       | Club                       | País       | Año     |
| ---------------------------- | -------------------------- | ---------- | ------- |
| Torneo de Copa de Costa Rica | Liga Deportiva Alajuelense | Costa Rica | 1977    |
| ANAPROF                      | Atlético Nacional          | Panamá     | 1979    |
| Segunda División             | Galcasa                    | Guatemala  | 1984    |
| Segunda División             | Guanacasteca               | Costa Rica | 1994-95 |
| Segunda División             | Santa Bárbara              | Costa Rica | 1996-97 |
| Segunda División             | AD Ramonense               | Costa Rica | 2002-03 |
| Segunda División             | AD Ramonense               | Costa Rica | 2007-08 |
| Segunda División             | AD Carmelita               | Costa Rica | 2011-12 |
| Segunda División             | Municipal Liberia          | Costa Rica | 2014-15 |